# Prunus ssiori
{{#ifeq:0|0|{{#if:Prunus ssiori|{{#if:|[[]}}|[[]]}}}}
Prunus ssiori — вид квіткових рослин із підродини мигдалевих (Amygdaloideae).

## Біоморфологічна характеристика

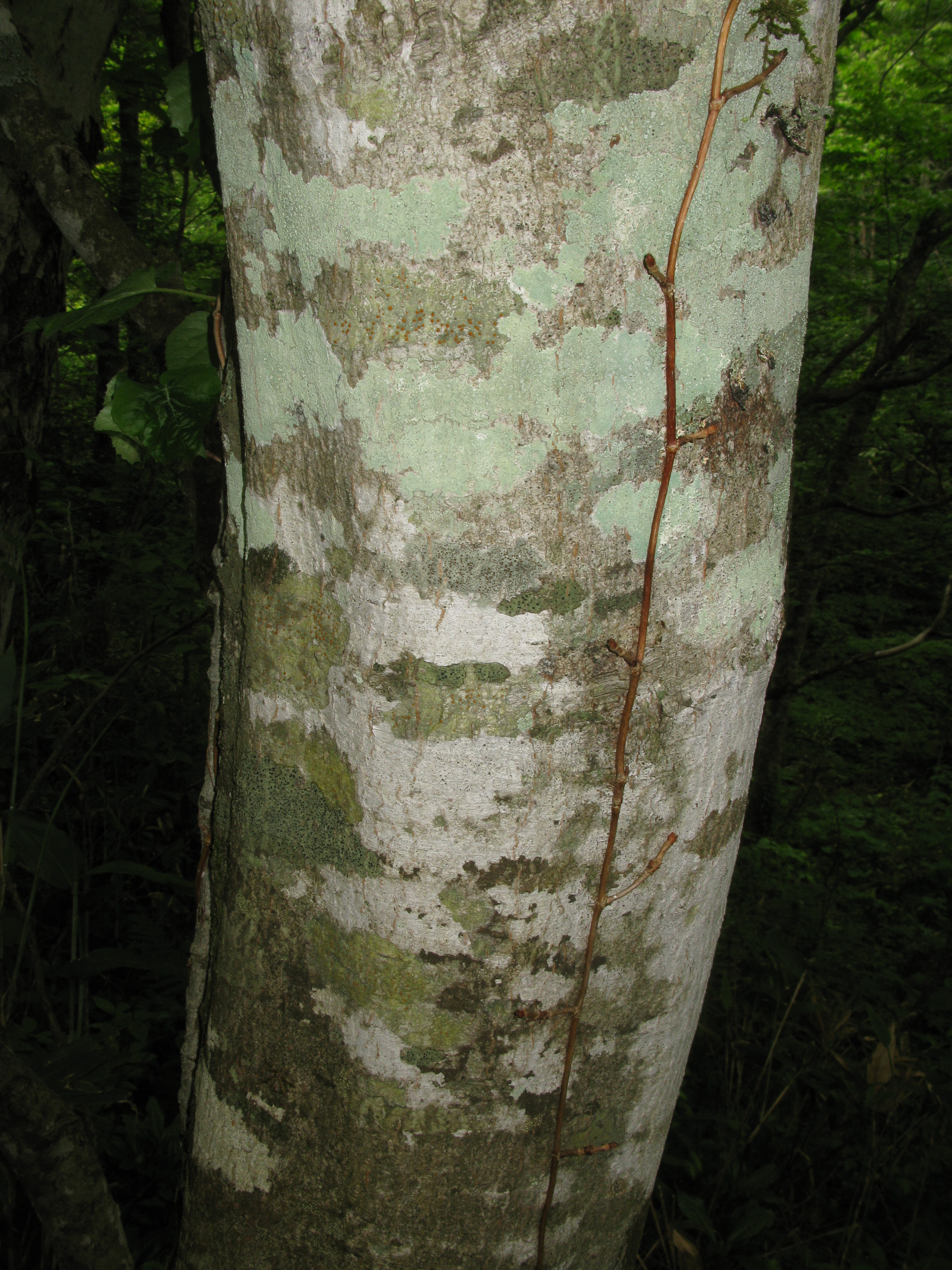

Це листопадне дерево, яке може виростати до 7 метрів у висоту.

## Поширення, екологія
Ареал: Сахалін, північній і центральній Японії. Населяє відкриті ліси в горах.

## Використання
Рослина збирається з дикої природи для місцевого використання як їжа та джерело матеріалів. Іноді його культивують як плодову культуру на Сахаліні та в Японії. Плоди вживають сирими чи приготовленими. З листя можна отримати зелений барвник. З плодів можна отримати барвник від темно-сірого до зеленого. Деревина важка, дуже тверда, міцна, чіпка, дрібнозерниста. Використовується для рукояток, посуду, гравіювання тощо.